# Aegithalos iouschistos
Aegithalos iouschistos е вид птица от семейство Aegithalidae. Видът е незастрашен от изчезване.

## Разпространение
Разпространен е в Бутан, Китай, Индия, Мианмар и Непал.